# المتحف الإسلامي الأسترالي
المتحف الإسلامي الأسترالي هو متحف مجتمعي في ولاية فيكتوريا، أستراليا. بدأ كمؤسسة غير ربحية تأسس في مايو 2010 بهدف إنشاء أول متحف إسلامي في أستراليا. يهدف إلى عرض التراث الفني والإسهامات التاريخية للمسلمين في أستراليا وخارجها من خلال عرض الأعمال الفنية والتحف التاريخية.

## التاريخ
صممته شركة ديسافير، وهي شركة معمارية مقرها ملبورن، تم افتتاح المتحف الذي تبلغ تكلفته 10 ملايين دولار في 28 فبراير 2014 من قبل أمين الخزانة الأسترالي جو هوكي. شاركت في منحة قدرها 4 ملايين دولار من برنامج المرافق المتعددة الثقافات التابع لحكومة ولاية فيكتوريا. تم إنشاء المتحف من قبل مصطفى فاعور، مدير المتحف وميساء فاعور، مع شقيقه أحمد فاعور (الرئيس التنفيذي لبريد أستراليا) وعائلته ساهموا بمبلغ 4 ملايين دولار، أوائل عام 2014 في المتحف الإسلامي الأسترالي.
يتميز الطراز المعماري الفريد بواجهة فولاذية تمثل المناطق النائية الأسترالية، وملفوفة بمكعب أبيض مغطى بالبلاط الهندسي بالخط العربي.
يعد المتحف الإسلامي الأسترالي أول مركز من نوعه في أستراليا يعرض مجموعة متنوعة من الفنون الإسلامية بما في ذلك الهندسة المعمارية والخط واللوحات والزجاج والسيراميك والمنسوجات. يهدف المتحف أيضًا إلى الترويج للفنانين الإسلاميين الجدد والراسخين، على الصعيدين المحلي والدولي. استضاف معرض تيموبوراري معارض مثل «موش» للفنان الحائز على جائزة سيدني بليك خالد سبسبي، و«بوردرلاندز»: ألواح تزلج على الماء مغطاة بتصميم إسلامي للفنان المقيم في سيدني فيليب جورج. يحتوي المعرض الفني الدائم على العديد من الأعمال الفريدة، بما في ذلك صورة أرشيبالد المختصرة لعام 2011 لوليد علي. كانت الجهود المبذولة لإنشاء هذا المتحف الإسلامي المشيد لهذا الغرض موجهة نحو مشاركة الإنجازات الفنية والتاريخية للمسلمين على الصعيد الدولي، وخاصة في أستراليا. يركز معرض التاريخ الإسلامي الأسترالي على تاريخ المصورين الأفغان ولؤلؤ الملايو والمزارعين الألبان وغيرهم. تم توثيق ذلك في كتاب وفيلم وثائقي، من إنتاج معهد المتحف الإسلامي الأسترالي استنادًا إلى رحلة استكشافية عام 2011 لاكتشاف قصص إسلامية فريدة من المناطق النائية في أستراليا.
يعود الموقع إلى نهر ميري كريك، بالقرب من حدود ثورنبوري وبرونزويك إيست، وهما من ضواحي ملبورن متعددة الثقافات.
تُدار «مقهى الشرق الأوسط الحديث» بالمتحف من قبل ماسترشيف أستراليا 2013 التي وصلت إلى المركز الثالث في التصفيات النهائية سميرة الخفير، وهي أخت فاعور.
حاز المعرض الدائم للمتحف الإسلامي الأسترالي على «إشادة عالية» في أستراليا عام 2014، والتي تمت الموافقة عليها على أنها: «متحف جديد مهم يربط بشكل حساس التراث الإسلامي الأسترالي مع الموضوعات التفسيرية القوية». يسرد ياسر مرسي، من المركز الدولي للتفاهم بين المسلمين وغير المسلمين بجامعة جنوب أستراليا، في مراجعته عددًا من أوجه القصور قائلاً إن المتحف يعرض، «كم نحن أوروبيون عندما نستعمر تاريخنا الإسلامي». ويقول إن النعمة الوحيدة للمتحف هي اللوحة الزيتية الكبيرة لوليد علي.
الاتحاد للطيران ومقرها دبي مجموعة الحبتور لايتون، هم الشركاء الرئيسيون، في حين تم الانتهاء من العلامات التجارية المتحف من تصميم 55 - في دبي استوديو القائمة. غاليري ون من جميرا بيتش ريزيدنس دبي يزود متجر الهدايا بالمتحف. المتحف له تأثير إماراتي كبير.
ساهمت الحكومة الفيدرالية بمبلغ 1.5 مليون دولار في ميزانية المتحف الإسلامي الأسترالي في ميزانية 2012-2013، وعد حزب العمال الأسترالي بالمساهمة بمبلغ 3 ملايين دولار أخرى خلال حملته غير الناجحة لإعادة انتخابه في عام 2013.
في فبراير 2015، ساهمت الحكومة السعودية بمليون دولار في المتحف الإسلامي الأسترالي. في مارس من ذلك العام، خصصت الحكومة الفيدرالية 500000 دولار أمريكي وتعهدت حكومة الولاية بتقديم 450.000 دولار أمريكي لبرنامج تعليم الفنون والثقافة الذي سيتم تطويره بواسطة معهد المتحف الإسلامي الأسترالي.

## روابط خارجية
- المتحف الإسلامي الأسترالي